# Grosmannia americana
Grosmannia americana är en svampart som först beskrevs av K. Jacobs & M.J. Wingf., och fick sitt nu gällande namn av Zipfel, Z.W. de Beer & M.J. Wingf. 2006. Grosmannia americana ingår i släktet Grosmannia och familjen Ophiostomataceae.   Inga underarter finns listade i Catalogue of Life.